# Joe DeLamielleure
Joseph Michael „Joe“ DeLamielleure (* 16. März 1951 in Detroit, Michigan) ist ein ehemaliger US-amerikanischer American-Football-Spieler. Er spielte als Guard in der National Football League (NFL) bei den Buffalo Bills und den Cleveland Browns.

## Spielerlaufbahn

### Collegekarriere
Joe DeLamielleure besuchte in Center Line die Highschool. Nach seinem Schulabschluss studierte er zusammen mit Billy Joe DuPree von 1970 bis 1972 an der Michigan State University. Er spielte für die Footballmannschaft seines Colleges, den Michigan State Spartans in der Offensive Line als Guard. Er wurde dreimal in die Auswahl der Big Ten Conference gewählt. Im Jahr 1972 erfolgte die Wahl zum All American. Sein College zeichnete ihn aufgrund seiner sportlichen Leistungen insgesamt dreimal aus.

### Profikarriere
Joseph DeLamielleure wurde im Jahr 1973 durch die Buffalo Bills in der ersten Runde an 26. Stelle gedraftet. Head Coach der Bills war Lou Saban, der Joe DeLamielleure gleichfalls als Guard einsetzte. Seine Karriere begann allerdings mit Hindernissen. Bei einer medizinischen Untersuchung wurden bei DeLamielleure Herzprobleme festgestellt. Erst eine eingehende Untersuchung ergab, dass es für eine Profikarriere keine medizinische Hindernisse. Als Guard hatte er die Aufgabe den eigenen Quarterback Joe Ferguson zu schützen und Runningback O. J. Simpson den Weg in die gegnerische Endzone frei zu blocken. DeLamielleure entwickelte sich zum zentralen Spieler in der Offensive Line der Bills, die von den amerikanischen Sportfans den Beinamen Elektric Company erhielt. Im Rookiejahr von DeLamielleure gelang es Simpson mit Hilfe der Offensive Line einen Raumgewinn von 2003 Yards zu erzielen. Im Jahr 1974 konnte DeLamielleure mit seiner Mannschaft neun von 14 Spielen gewinnen. Diese Leistung genügte, um sich für die Play-offs zu qualifizieren, wo man allerdings vorzeitig an den Pittsburgh Steelers mit 14:32 scheiterte. Im Jahr 1978 übernahm Chuck Knox das Traineramt von Jim Ringo. Das Verhältnis zwischen Knox und DeLamielleure verschlechterte sich in den nächsten Monaten drastisch. Nach der Saison 1979 bat er daher die Bills um eine Auflösung seines Vertrags und die Mannschaft aus Buffalo gab ihren Spieler an die Cleveland Browns ab. Im Jahr 1980 konnte DeLamielleure mit seiner neuen Mannschaft zum zweiten Mal in seiner Laufbahn in die Play-offs einziehen. Joseph DeLamielleure hatte an diesem Erfolg entscheidenden Anteil. Mit seiner Hilfe spielte der Quarterback der Browns, Brian Sipe, eine sehr gute Saison und wurde nach dieser Spielrunde zum NFL Most Valuable Player gewählt. Er selbst wurde zum sechsten Mal in seiner Laufbahn in den Pro Bowl gewählt. Nach einer Bilanz von elf Siegen aus 16 Spielen in der Regular Season verloren die Browns allerdings bereits im Divisional-Play-off-Spiel mit 12:14 gegen die Oakland Raiders. 1985 kehrte Joe DeLamielleure nochmals zu den Buffalo Bills zurück und beendete nach diesem Spieljahr seine Laufbahn.

## Ehrungen
Joe DeLamielleure spielte sechsmal im Pro Bowl, dem Abschlussspiel der besten Spieler einer Saison. Er wurde achtmal zum All-Pro gewählt und ist Mitglied in der Pro Football Hall of Fame, in der Michigan State University Athletics Hall of Fame, in der Greater Buffalo Sports Hall of Fame und in der Michigan Sports Hall of Fame, sowie im NFL 1970s All-Decade Team. Die Buffalo Bills ehren ihm im Ralph Wilson Stadium auf dem Buffalo Bills Wall of Fame.

## Nach der Laufbahn
Joseph DeLamielleure wurde nach seiner Laufbahn ein erfolgreicher Geschäftsmann. Im Nebenberuf ist er als Assistenztrainer an der Duke University tätig. Er lebt in Charlotte, North Carolina.